# Gaëtan Poussin
Gaëtan Pierre Bernard Poussin (* 13. Januar 1999 in Le Mans) ist ein französischer Fußballtorhüter, der aktuell bei Real Saragossa unter Vertrag steht.

## Karriere

### Verein
Poussin begann seine fußballerische Laufbahn bei VS Fertois und wechselte später zu größten lokalen Klub, dem FC Le Mans. 2014 wechselte er zum Ligue-1-Verein Girondins Bordeaux, wo er zunächst in der zweiten Mannschaft eingesetzt wurde. 2016/17 und 2017/18 kam er insgesamt zu 19 Einsätzen in der National 3. 2017/18 kam er jedoch auch zweimal in der Youth League zum Einsatz und stand fünfmal im Spieltagskader der Profis. Vor der nächsten Saison unterzeichnete er außerdem seinen ersten Profivertrag bei Bordeaux bis 2021. In der Saison 2018/19 war er schließlich zweiter Torwart hinter Benoît Costil, debütierte aber am 24. Mai 2019 (38. Spieltag) gegen den SM Caen, als er zu Null spielte. In der gesamten Saison war er außerdem der Torwart für die Coupe de la Ligue und spielte dort zweimal. Auch in der Folgesaison war er gesetzt hinter Costil und spielte in den Pokalwettbewerben insgesamt dreimal. Dies ging auch 2020/21 so weiter, wo er bisher ein Coupe-de-France-Spiel absolvierte. Ab Januar 2022 wurde Poussin Stammtorhüter, allerdings stieg Bordeaux in dieser Saison auch in die Ligue 2 ab. Nach einem Jahr in der zweiten Liga wechselte er im Sommer 2023 zu Real Saragossa in die Segunda División.

### Nationalmannschaft
Poussin spielte bislang für mehrere Juniorenteams der FFF. Mit der U17 spielte er unter anderem bei der EM 2016 mit.